# Вја Капрареле (Напуљ)
Вја Капрареле је насеље у Италији у округу Напуљ, региону Кампанија.
Према процени из 2011. у насељу је живело 36 становника. Насеље се налази на надморској висини од 43 м.